# Epamera caerulea
Epamera caerulea är en fjärilsart som beskrevs av Riley 1928. Epamera caerulea ingår i släktet Epamera och familjen juvelvingar. Inga underarter finns listade i Catalogue of Life.